# Conflit inter-yéménite de 1972
Ne doit pas être confondu avec le conflit inter-yéménite de 1979.
Pour les articles homonymes, voir guerre du Yémen.
Le conflit inter-yéménite de 1972 est un conflit armé qui a lieu en 1972 entre la République arabe du Yémen (dite Yémen du Nord ou Nord-Yémen) et la République démocratique populaire du Yémen (dite Yémen du Sud ou Sud-Yémen).
Ce conflit est aussi connu comme la guerre inter-yéménite de 1972, le premier conflit inter-yéménite ou encore la première guerre inter-yéménite,.
Il est déclenché, à l’initiative du Yémen du Nord, le 26 septembre 1972,, date du dixième anniversaire du début de la « révolution de 1962 ». Il prend fin 23 jours plus tard, le 19 octobre par un cessez-le-feu. Celui-ci est suivi d’un accord conclu au Caire le 28 octobre et prévoyant la réunification du Yémen dans un États « républicain, national et démocratique », basé sur des élections « libres et directes ».